# Bangkok
Bangkok (tajsko 'Krung Thep Maha Nakhon' (IPA: [kruŋtʰeːp mahaːnakʰɔn], ) ali na kratko Krung Thep () je s svojimi 8.280.925 prebivalci (po štetju iz leta 2010) glavno mesto in največje mesto Tajske. Mesto leži ob bregovih reke Chao Phraya blizu Tajskega zaliva.
Bangkok je eno od najhitreje rastočih in ekonomsko dinamičnih mest v jugovzhodni Aziji. Čeprav domačini verjamejo, da Bangkok raste v regionalno središče, ki bi tekmovalo s Singapurjem ali Hong Kongom, pa to mesto tarejo velike težave z infrastrukturo ter socialne težave, ki so posledica hitre rasti. Znano je predvsem kot ena najbolj obiskanih svetovnih turističnih destinacij.

## Ime
Celotno svečano ime mesta, ki mu ga je nadel kralj Buda Jodfa Čulaloke in ga je poznejel spremenil kralj Mongkut, je Krungthep Mahanakhon Amonrattanakosin Mahintharayutthaya Mahadilokphop Noppharatratchathani Burirom-udomratchaniwet Mahasathan Amonphiman Awatansathit Sakkathattiya Witsanu Kamprasit (กรุงเทพมหานคร อมรรัตนโกสินทร์ มหินทรายุธยามหาดิลกภพ นพรัตน์ราชธานี บุรีรมย์อุดมราชนิเวศน์มหาสถาน อมรพิมานอวตารสถิต สักกะทัตติยะวิษณุกรรมประสิทธิ์, ). To svečano ime sestavljajo besede iz dveh starodavnih indijskih jezikov, palija in sanskrta. Prevedemo ga lahko kot »Mesto angelov, veliko mesto, mesto večni dragulj, nepremagljivo mesto boga Indre, velika prestolnica sveta, obdarjena z devetimi dragocenimi dragulji, srečno mesto, obogateno z velikansko kraljevo palačo, podobno nebesnemu prebivališču, kjer vlada znova utelešeni bog, mesto, ki ga je podaril Indra in zgradil Višnukam.«
Otroci se v šolah učijo polno ime, vendar jih le malo lahko razloži pomen imena, ker so nekatere besede zelo zastarele. Večina Tajcev, ki si lahko zapomni to ime, ga pozna preko popularne pesmi. To je tudi najdaljše ime med glavnimi mesti po svetu.

## Zgodovina
Bangkok je bil na začetku majhno trgovsko središče in pristanišče, imenovan Bang Makok (»mesto olivnih sliv«), ki je oskrbovalo mesto Ajuthaja, ki je bilo včasih glavno mesto Siama, dokler ni leta 1767 pripadlo Burmi. Prestolnica je bilo nato ustanovljena pri mestu Thonburi (ki je sedaj del Bangkoka) na zahodni strani reke, potem pa je leta 1782 kralj Rama I. zgradil palačo na vzhodnem bregu, s tem pa je Bangkok postal glavno mesto, preimenovan v Krung Thep, kar pomeni »Mesto angelov«. Vas z imenom Bangkok je prenehala obstajati, vendar pa njeno ime še vedno uporabljajo tujci.

## Uprava
Administracijo mesta sestavljata guverner in mestni svet. Upravno Bangkok ni del nobene od tajskih provinc in je torej enakovreden provincam, vendar ima poseben status - za razliko od ostalih provinc je guverner voljen neposredno, z ločenimi volitvami pa okrožja volijo tudi svoje predstavnike v mestnem svetu. Območje Bangkoka je razdeljeno na 50 okrožij (khet), ki se nadalje delijo na skupno 169 podokrožij (khwaeng), po potrebi pa okrožja tudi združujejo v cone.
V preteklih desetletjih urbanistično načrtovanje mestnih oblasti ni dohajalo eksplozivne rasti mesta, kar se odraža v pogostih težavah z infrastrukturo, predvsem prometno.

## Turizem
Bangkok je glavna vstopna točka za popotnike, ki pridejo na Tajsko, zato ga obišče večina tujih gostov v državi. Med največjimi znamenitostmi so kompleks kraljevih palač in različni muzeji, med tujci pa je znan tudi po živahnem nočnem življenju in, neuradno, kot destinacija za spolni turizem.